# Chrome Shelled Regios
Chrome Shelled Regios (鋼殻のレギオス Kōkaku no Regiosu?) es una serie de novelas ligeras japonesas realizadas por Shūsuke Amagi, con ilustraciones de Miyū. Una serie de novelas de historias cortas ha sido serializada en el Dragon Magazine. Además, una serialización al manga es publicada en la revista de manga shōnen Dragon Age Pure. Una segunda adaptación al manga dibujada por Nodoka Kiyose es publicada en la revista de manga shōnen Monthly Dragon Age. Una tercera adaptación al manga dibujada por Watari es publicada en la revista Beans Ace. También hay una adaptación en tiras cómicas dibujada por Masumi Futaba que comenzó a publicarse en Monthly Dragon Age el 8 de noviembre de 2008. También hay una serie de novelas ligeras de ciencia ficción titulada Leyenda de Regios que se localiza en el mundo pasado de la serie Chrome Shelled Regios, y que fue publicada por Fujimi Shobo. La adaptación al anime fue emitida a partir de enero de 2009 y está producida por Zexcs.

## Argumento
En una contaminada Tierra posapocalíptica llena, abarrotada por bestias mutadas llamadas Monstruos Mugrientos o bestias contaminantes , la humanidad se ve obligada a vivir en grandes ciudades móviles llamadas Regios, y a aprender a usar armas llamadas DITE, así como a utilizar el poder de Kei para defenderse. En la Ciudad Académica de CZERNI, Layfon Alseif espera comenzar una nueva vida y olvidar su pasado. Sin embargo, su pasado ha llamado la atención de Karian Loss, el presidente del Consejo Estudiantil, y de Nina Antalk, una estudiante de Artes Militares y Capitana del 17 Escuadrón, que inmediatamente reconoce sus habilidades y decide que es el candidato perfecto para unirse a su grupo.

## Terminología
- Regios

Grandes Ciudades Móviles creadas por los humanos para vivir en ellas después de que la atmósfera de la Tierra se volviera demasiado contaminada como para poder vivir. Cada ciudad recibe el nombre del Hada Electrónica que controla el Regios. La mayoría de las Regios evitan a los Monstruos Inmundos tanto como les es posible, a la excepción de Grendan, que hace lo contrario, encontrándose constantemente con monstruos. Hay dos tipos diferentes de ciudades: Ciudades Académicas y Ciudades Generales. Las ciudades Académicas como Myath y CZERNI son lugares donde estudiantes de distintas áreas llegan para aprender y estudiar. Las Ciudades Generales son las ciudades principales donde vive la mayoría de la gente. Como consecuencia de un tratado, tan sólo las Regios del mismo tipo pueden librar un combate con otras.
- Proto-Ciudad Lance Shelled Grendan: La ciudad más poderosa del mundo, como consecuencia a sus frecuentes encuentros con Monstruos Inmundos de todos los niveles, y por haber sido el lugar de nacimiento de las Artes Militares, que la mayoría de las demás ciudades practican hoy en día. Los Doce Espadas Celestiales se encuentran aquí, bajo las órdenes de la Familia Real Grendan.

- Ciudad Académica Zuellni: Una Ciudad Universitaria gobernada por sus estudiantes. Es el lugar donde el manga, las novelas ligeras y el anime tienen lugar. Su Hada Electrónica adopta la forma de una joven mujer de un color azul pálido.

- Ciudad Académica Gandoweria: Una antigua ciudad que fue invadida por Bestias Contaminantes no mucho después de su victoria sobre CZERNI hace dos años. Su Hada Electrónica toma la forma de una cabra, y actualmente actúa de manera no racional como un Haikizoku.

- Sheniebel: La ciudad en la que creció Nina Antalk posteriormente en ruinas, es la única ciudad con el único Sistema de Copia de Hadas que es capaz de crear nuevas Hadas Electrónicas. Como Grendam, Sheniebel también tiene una familia real, siendo Nina su heredera, tal y como se puede ver en el manga de Chrome Shelled Regios.

- Ciudad Académica de Myath: Una ciudad académica como Zuellni, cuya Hada Electrónica toma la forma de un pájaro rojo. En el anime, las capacidades militares de esta ciudad son pobres, siendo quizá incluso peores que las de CZERNI, y cuando fue atacada por un Monstruo Inmundo maduro, los residentes no pudieron mostrar resistencia.

- Ciudad de Transporte Yoltem: La ciudad natal originaria de Mayshen Torinden, Mifi Rotten y Gerlni Naruki, de acuerdo con el manga. Todos los autobuses errantes finalmente acaban volviendo a Yoltem y la mayoría de los viajantes la encontrarán durante sus viajes. Tan sólo su Hada Electrónica conoce la localización actual de cada Regios.

- Ciudad Comercial Santoburug: La ciudad donde Kalian Loss y su hermana Felli crecieron.

Hada Electrónica
Criaturas Artificiales especiales que controlan las Regios. Creados por los científicos como una doble solución para tener una IA que dirija la mayoría de las funciones del Regios mientras que tienen la mente de un humano para mantener y controlar el Regios, son el mayor atractivo de cada ciudad. Sin ellas, las ciudades morirían. Y, por otro lado, las Hadas electrónicas también morirían si no tuvieran selenium, un metal especial por el que luchan la mayoría de las Regios con el fin de la supervivencia de su ciudad. Un hada electrónica cuya ciudad ha sido destruida se convierte en un Haikizoku, un ser que es capaz de aumentar increíblemente el poder de un usuario de Kei.
Monstruos Inmundos
Son monstruos que deambulan por la tierra contaminada que hay fuera de las Regios. Su principal fuente de alimentación son los contaminantes que respiran de la atmósfera, humanos y ellos mismos si no puede ser obtenido lo anterior. Tienen muchas formas y tamaños:
- Larva: El primer estado de los Monstruos Inmundos. Muy voraces, se comerán a cualquier ser vivo que encuentren. Son muy numerosos, aunque fácilmente manejables por un usuario de Kei experimentado o por un artista Militar experto.

- Reina: Un Monstruo Apestoso que deja huevos que se convertirán en Larvas. Es la segunda forma de los Monstruos Inmundos.

- Maduro: Un Monstruo Inmundo que ha abandonado su habilidad de procreación. Cuanto más viven, más poderosos se vuelven. En el estado Maduro, los Monstruos Inmundos son capaces de volar. Es la tercera forma de los Monstruos Inmundos.

DITE
Los Dites son las armas que utilizan los usuarios de Kei. Los Dite son pequeños dispositivos transformables mientras no se utilizan que se convierten en un arma que el usuario activa diciendo “Restauración”. Los Dites pueden transformarse en muchos tipos de armas, incluyendo increíbles espadas, lanzas, rifles, pentagramas, katanas y muchos más. Algunos Dites son capaces de cambiar en muchos tipos diferentes de armas. El color del Dite no es aleatorio; los diferentes colores otorgan diferentes propiedades al arma. Por ejemplo, los látigos de hierro de ina usan un dite negro, que tiene mucha densidad con un índice de conductividad decreciente. Los dites verdes y blancos son usados para armas que se basen en la rapidez, sugiriéndosele a Layfon que usara estos.
- Las Espadas Celestiales: Los Dites más poderosos, que utilizan los “Espadas Celestiales”, los cuales sirven a la Familia Real de Grendam. Existen doce.

Kei
Fuente del poder de los Artistas Marciales. Los usuarios de Kei son especiales, dado que poseen un órgano en el interior de su cuerpo que produce esta energía que los usuarios de Kei pueden utilizar de diversas maneras. Hay diferentes tipos de Kei, cada uno con sus propias cualidades. En el Anime se dice que los “Espadas Celestiales” tienen “monstruosos” Kei que hacen que incluso los usuarios de Kei más poderosos parezcan débiles.
- Kei de Tipo Externo: Se usa para el ataque. Este Kei es usado en la forma de una explosión que afecta a los materiales que la rodean.

- Kei de Tipo Interno: Se usa para la defensa y la regeneración. Este Kei es usado para fortalecer partes del cuerpo durante la lucha o para acelerar la regeneración.

- Kei Psicokinético: Los usuarios de este Kei (a los que también se llama usuarios Nen-I) son capaces de comunicarse telepáticamente, así como de mover los objetos de su alrededor telekinéticamente. El lado negativo de este Kei es que aquellos que son capaces de usarlo no pueden usar Kei te Tipo Externo o Interno dado que en realidad su psicokinésis es una fusión del kei interno y externo. Una persona debe nacer con una constitución física especial para usar este kei, mientras que los otros dos pueden ser utilizado por cualquiera con entrenamiento y cierto nivel de Kei.

## Medios

### Novelas
Actualmente hay 16 volúmenes de novelas ligeras lanzados en Japón, con 5 volúmenes ya traducidos y publicados en chino y 8 en coreano.

### Anime
La adaptación del anime comenzó a retransmitirse en enero de 2009 y ha sido producida por Zexcs. El anime en sí es una reinterpretación del manga, presentando a los mismos personajes con un grupo de personajes más amplio. En el último capítulo de la temporada, muchas de las tramas de la historia continúan sin resolver, lo que sugiere una posible continuación de la serie, pero todavía no se ha confirmado una segunda temporada. En Anime Central, en el 2010, el distribuidor de Anime Norteamericano Funimation Entertainment anunció que había adquirido la serie anime.

## Aceptación
Se han vendido más de 4.500.000 copias de las novelas ligeras.